# Intarder
Ein Intarder (Zusammensetzung aus integriert und Retarder) ist eine von ZF entwickelte, verschleißfrei arbeitende hydrodynamische Dauerbremse für LKW und Omnibusse, die in ihrer Funktion weitgehend einem Retarder gleicht. Der Intarder wird auch Sekundärretarder genannt.
Als wesentlicher Unterschied zum Retarder, der meist außen am Getriebe angeflanscht ist und auch im Antriebsstrang frei platziert werden kann (etwa vor dem Hinterachsdifferenzial oder in Anhängern/Sattelaufliegern, dann meist als elektrodynamischer Retarder), ist der Intarder zumindest teilweise im Getriebe integriert, mit dem er einen gemeinsamen Ölhaushalt hat und über dessen Kühlwasserkreislauf er die Wärme abführt. Der Intarder ist im Wesentlichen eine hydrodynamische Kupplung (ähnlich einem Drehmomentwandler aus dem Automatikgetriebe), bestehend aus einem Gehäuse mit einer vom Getriebeausgang über eine Zahnradübersetzung angetriebenen Kreiselpumpe (Rotor) und einem – hier feststehenden – Turbinenrad (Stator). Zum Bremsen wird eine von der gewünschten Bremskraft abhängige Ölmenge in das Gehäuse gepumpt, die abwechselnd Pumpe und Turbine durchströmt, wodurch auf die Pumpe ein starkes Bremsmoment wirkt. Das Öl erwärmt sich dabei, und das Bremsmoment wird wiederum an den Abtriebsflansch des Schaltgetriebes abgegeben.
Die Bremswirkungen des Intarders steigt mit zunehmender Gelenkwellendrehzahl, ist also von der Fahrgeschwindigkeit abhängig. Ein Intarder kann zudem kompakter gebaut werden, da er mit kleineren Turbinenrädern auskommt, die gegenüber der Gelenkwelle höhere Drehzahlen erzeugen. Beim Retarder-Hersteller Voith werden sie unter anderem auch „Inline-Retarder“ genannt und sind direkt an das Getriebe angebaut. Eine Weiterentwicklung ist der PriTarder, welcher vorne an der Kurbelwelle des Verbrennungsmotors angebaut wird, von MAN oder Aquatarder von Voith, die mit Kühlwasser arbeiten und gegenüber einem Intarder mit bis zu 150 kg nur 32 kg wiegen.
Beim PriTarder hängt die Bremsleistung von der Motordrehzahl ab, dieser ist somit besser für Fahrzeuge geeignet, welche hohe Bremsleistungen bei niedrigen Geschwindigkeiten benötigen. (z. B. Baustellenfahrzeuge)